# Didier Rous
Didier Rous [uitspraak: 'rʋs; roes] (Montauban, 18 september 1970) is een Frans voormalig wielrenner. Sinds 2018 was hij teammanager van de in 2020 geheten B&B Hotels-Vital Concept p/b KTM wielerploeg.

## Biografie

### Wielerloopbaan
Didier Rous werd beroepswielrenner in 1992. Zijn eerste profjaar reed hij anoniem rond in het peloton, maar de volgende jaren boekte hij vele ereplaatsen. Zo werd hij tweede in de Klimmerstrofee, vierde in de Dauphiné Libéré en vierde en negende in de Midi Libre. Zijn eerste overwinningen behaalde Rous in 1997, toen hij een etappe in de Ronde van Valencia won en een tijdrit in het Critérium International. Ook werd hij dat jaar tweede in de Waalse Pijl. Rous toonde aan behoorlijk te kunnen klimmen en bovendien een goede tijdrit in de benen te hebben, wat hem tijdens eendaagse wedstrijden en etappes goed uitkwam.
In 1997 bevestigde Rous dat door na een solo een etappe in de Ronde van Frankrijk te winnen. Tijdens diezelfde ronde een jaar later werd Rous, samen met de rest van zijn ploeg Festina echter uit de wedstrijd genomen, nadat er een heel epo-netwerk binnen de ploeg aanwezig bleek te zijn. Rous bekende het gebruik daarvan, werd geschorst, maar kwam terug in 2000 met eindwinst in de Midi Libre en de Franse semi-klassieker Parijs-Camembert. Het seizoen 2001 was zijn grootste succesjaar, met winst in de Vierdaagse van Duinkerke (inclusief twee etappes), de Ronde van de Vendée, de Klimmerstrofee, de proloog in de Dauphiné Libéré en het Frans kampioenschap. Ook de jaren nadien bleef Rous winnen, onder meer twee etappes in de Ronde van de Limousin, de GP Ouest France-Plouay, de omloop van de Sarthe en nogmaals het Frans wegkampioenschap.

### Ploegleider
Sinds zijn vertrek bij Festina ging Rous in 2000 onder de vleugels van Jean-René Bernaudeau bij Bonjour rijden, het latere Brioches la Boulangère, dat weer later Bouygues Télécom werd. Hier beëindigde hij in juni 2007 noodgedwongen zijn carrière, die hij eigenlijk aan het eind van het jaar had willen afsluiten, vanwege een hernia. Hij werd vervolgens ploegleider. Eerst bij Bouygues Télécom (2009-2010) en vervolgens bij Cofidis (2011-2017). Vanaf 2018 vervulde hij de functie van teammanager bij de in 2020 geheten B&B Hotels-Vital Concept p/b KTM wielerploeg. De ploeg werd in 2022 opgeheven.

## Belangrijkste overwinningen
1993
La Marseillaise
1997
18e etappe Ronde van Frankrijk
2000
Eindklassement Midi Libre
Parijs-Camembert
2001
Ronde van de Vendée
5e etappe Vierdaagse van Duinkerke
6e etappe Vierdaagse van Duinkerke
Eindklassement Vierdaagse van Duinkerke
Proloog Dauphiné Libéré
 Frans kampioen op de weg, Elite
Klimmerstrofee
2002
Eindklassement Ronde van de Sarthe
2003
 Frans kampioen op de weg, Elite
1e etappe Ronde van de Limousin
Klimmerstrofee
2004
3e etappe Vierdaagse van Duinkerke
3e etappe Ronde van de Limousin
GP Ouest France-Plouay
2005
3e etappe Route du Sud
2006
1e etappe Parijs-Corrèze
Parijs-Corrèze
Klimmerstrofee

## Resultaten in voornaamste wedstrijden
| Jaar | Ronde van Italië | Ronde van Frankrijk | Ronde van Spanje |
| ---- | ---------------- | ------------------- | ---------------- |
| 1994 |                  | opgave              |                  |
| 1995 |                  | 55e                 | opgave           |
| 1996 |                  | opgave              |                  |
| 1997 |                  | 45e (1)             | opgave           |
| 1998 |                  | uitgesloten (**)    | buiten tijd      |
| 1999 |                  | opgave              |                  |
| 2000 |                  | 45e                 |                  |
| 2001 |                  | 11e                 |                  |
| 2002 |                  | opgave              |                  |
| 2003 |                  | 20e                 |                  |
| 2004 |                  | opgave              |                  |
| 2005 | opgave           | 82e                 |                  |
| 2006 |                  | 72e                 |                  |
| 2007 |                  |                     |                  |

| Jaar | Milaan-San Remo | Amstel Gold Race | Luik-Bast.‑Luik | Waalse Pijl | Bretagne Classic | Brabantse Pijl |  | WK op de weg |
| ---- | --------------- | ---------------- | --------------- | ----------- | ---------------- | -------------- |  | ------------ |
| 1994 |                 | 10e              |                 | 34e         | 10e              |                |  | 57e          |
| 1995 | 103e            |                  |                 |             | 8e               |                |  |              |
| 1996 |                 |                  | 42e             | ↑           |                  |                |  |              |
| 1997 | 33e             |                  |                 |             |                  |                |  |              |
| 1998 |                 | 66e              |                 | 76e         |                  |                |  |              |
| 1999 |                 |                  |                 |             |                  |                |  |              |
| 2000 |                 |                  |                 |             |                  |                |  |              |
| 2001 |                 |                  |                 |             | 28e              |                |  |              |
| 2002 |                 |                  |                 |             |                  |                |  |              |
| 2003 |                 | 30e              |                 | 25e         |                  |                |  |              |
| 2004 |                 |                  | 49e             | 60e         | ↑                | 4e             |  |              |
| 2005 |                 | 121e             | 23e             | 52e         | 37e              |                |  |              |
| 2006 |                 |                  | 34e             | 28e         | 53e              | 47e            |  |              |
| 2007 |                 |                  |                 |             |                  | 97e            |  |              |